# Puerto Rico Challenger Tennis Tournament 2008
Il Puerto Rico Challenger Tennis Tournament 2008 è stato un torneo di tennis facente parte della categoria ATP Challenger Series nell'ambito dell'ATP Challenger Series 2008. Il torneo si è giocato a Humacao in Porto Rico dal 7 al 13 aprile 2008 su campi in cemento e aveva un montepremi di $50 000.

## Vincitori

### Singolare
Gilles Müller ha battuto in finale  Iván Miranda con il punteggio di 7–5 7–6(2)

### Doppio
Rajeev Rami /  Bobby Reynolds hanno battuto in finale  Lester Cooki /  Kevin Kim con il punteggio di 7–6 6–4